# Quello che non c'è
Quello che non c'è, pubblicato nel 2002 dalla Mescal, è il settimo album del gruppo italiano Afterhours.

## Il disco
È il primo disco dopo l'uscita temporanea dal gruppo di Xabier Iriondo, fatto che indusse molti ad attendersi un disco "di transizione".  Sebbene la registrazione del disco non preveda nessun nuovo chitarrista, Giorgio Ciccarelli, già leader dei Sux!, continua a far parte della formazione dal vivo ormai dal 1999. 
La presentazione del disco è avvenuta nella prima parte del tour, con la presenza sul palco dei Mercury Rev.
Manuel Agnelli in due punti rende omaggio all'amico Emidio "Mimì" Clementi (frontman dei Massimo Volume): a lui è dedicato il pezzo Ritorno a casa (unico reading dell'album) ed è inoltre citato esplicitamente nel brano Bye Bye Bombay. In questa canzone sono presenti riferimenti al viaggio in India fatto da Manuel ed Emidio; riferimenti che si trovano anche in Varanasi Baby (Varanasi è un luogo sacro dell'induismo e del buddismo).

## Stile
La band milanese, già col precedente disco Non è per sempre, aveva dimostrato di avvicinarsi con coraggio a una strada diversa rispetto al passato, più vicina al pop d'autore e malinconico. In questo lavoro la fanno da padrone, infatti, temi cupi e introspettivi, come la sofferenza e l'intimità. I testi, abbandonato lo stile cut-up, sono più "narrativi" e meditati. Tra le tracce degne di nota, la title track Quello che non c'è, che racchiude lo spirito di tutto l'album, Bye Bye Bombay, un vero inno per il pubblico, dove è stato utilizzato il theremin nella parte centrale, Non sono immaginario e Sulle labbra, canzoni in un rock quasi classico, che conferma il taglio con i precedenti album.

## Tracce
Tutti i testi sono di Manuel Agnelli
1. Quello che non c'è – 6:07 (musica: Giorgio Prette, Dario Ciffo, Andrea Viti, Manuel Agnelli)
2. Bye Bye Bombay – 6:13 (musica: Giorgio Prette, Dario Ciffo, Andrea Viti, Manuel Agnelli)
3. Sulle labbra – 4:20 (musica: Giorgio Prette, Dario Ciffo, Andrea Viti, Manuel Agnelli)
4. Varanasi baby – 4:31 (musica: Giorgio Prette, Dario Ciffo, Andrea Viti, Manuel Agnelli)
5. Non sono immaginario – 3:20 (musica: Giorgio Prette, Dario Ciffo, Andrea Viti, Manuel Agnelli)
6. La gente sta male – 3:18 (musica: Manuel Agnelli)
7. Bungee jumping – 6:07 (musica: Giorgio Prette, Dario Ciffo, Andrea Viti, Manuel Agnelli)
8. Ritorno a casa – 3:02 (musica: Manuel Agnelli)
9. Il mio ruolo – 7:06 (musica: Manuel Agnelli)

## Singoli
- Quello che non c'è
- Non sono immaginario
- Sulle labbra
- La gente sta male

## Formazione
- Manuel Agnelli - voce, chitarre, tastiera, rhodes, pianoforte, organo hammond, mellotron, harmonium, noise, delay
- Andrea Viti - basso
- Dario Ciffo - violino acustico e elettrico, synth, organo hammond
- Giorgio Prette - batteria

## Classifiche
| Classifica (2002) | Posizione massima |
| ----------------- | ----------------- |
| Italia            | 4                 |